# Hylobates
Hylobates là một chi động vật có vú trong họ Hylobatidae, bộ Linh trưởng. Chi này được Illiger miêu tả năm 1811. Loài điển hình của chi này là Homo lar Linnaeus, 1771.

## Các loài
Chi này gồm các loài:
- Hylobates agilis F. Cuvier, 1821
- Hylobates albibarbis Lyon, 1911
- Hylobates concolor (Harlan, 1826)
- Hylobates gabriellae Thomas, 1909
- Hylobates hoolock (Harlan, 1834)
- Hylobates klossii (Miller, 1903)
- Hylobates lar (Linnaeus, 1771)
- Hylobates leucogenys Ogilby, 1840
- Hylobates moloch (Audebert, 1798)
- Hylobates muelleri Martin, 1841
- Hylobates pileatus (Gray, 1861)
- Hylobates syndactylus (Raffles, 1821)

## Hình ảnh

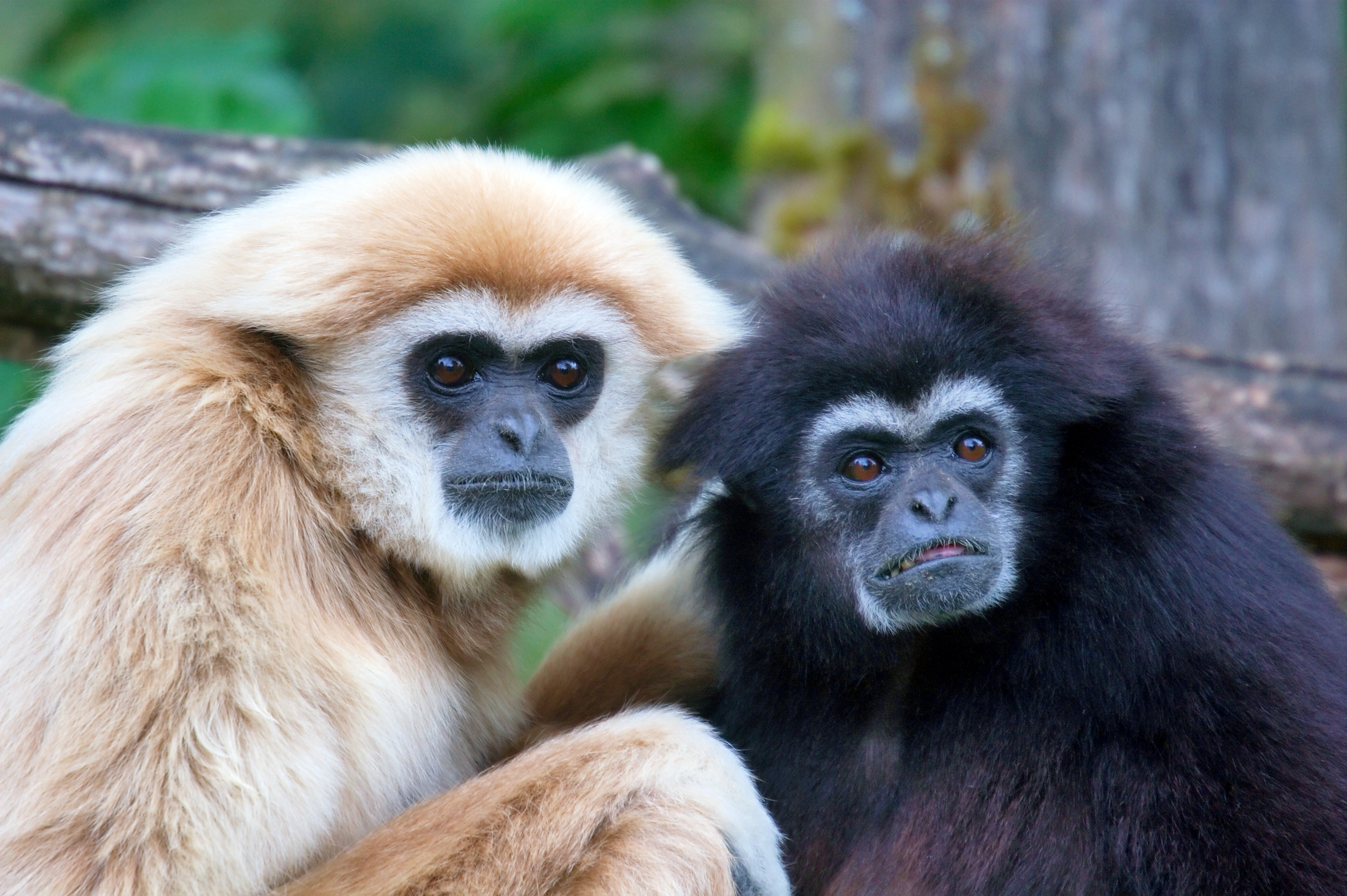
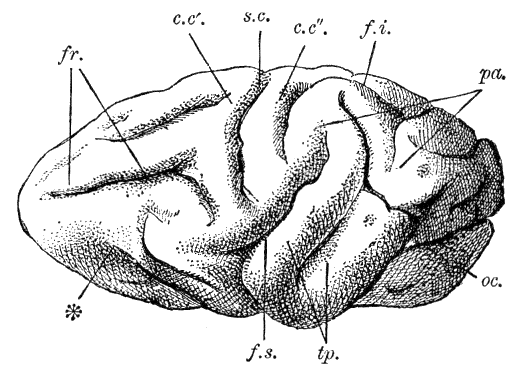
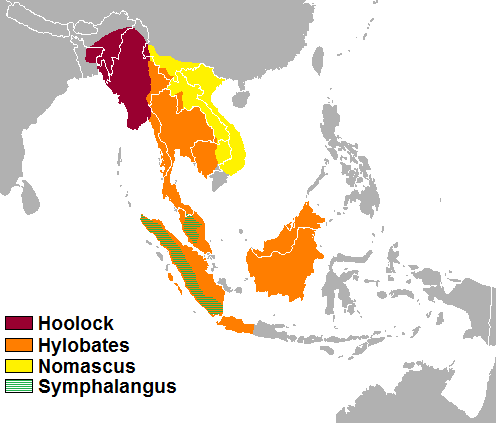